# Movimento omofilo
Il movimento omofilo indica la fase del movimento di liberazione omosessuale che va dalla seconda guerra mondiale fino ai moti di Stonewall a New York che portarono poi alla nascita del movimento gay nel 1969.

## Storia
Il termine omofilia venne molto probabilmente coniato dall'attivista tedesco Karl-Günther Heimsoth nel 1924, data nella quale scrisse la sua tesi di laurea dal titolo Hetero- und Homophilie (eterofilia e omofilia) dedicata al'omosessualità.
Heimsoth preferì il neologismo "omofilia" al posto di "omosessualità", a suo parere connotato troppo negativamente per la presenza al suo interno del termine "sessualità". Per questo preferì sostituire il termine greco φιλία (filìa), che indica l'amore fraterno e asessuato, a quello latino sexualitas, per cercare di dare di sé un'immagine meno scioccante e più accettabile.
Ovviamente il tentativo di promuovere la liberazione sessuale nascondendo il suo elemento più rilevante, la sessualità, era come minimo contraddittorio, come avrebbe dimostrato lo sviluppo successivo. Ciò non toglie che il movimento gay, che nelle sue prime fasi condannò il movimento omofilo come una banda di perbenisti, sbagliò nella sua condanna acritica di questa fase. Infatti, se il movimento omofilo fallì quasi ovunque nell'ottenere quanto chiedeva (principalmente l'abrogazione delle leggi anti-omosessuali), esso svolse anche un'azione di preparazione, educazione, coordinamento, "coscientizzazione", acculturazione, senza le quali non si spiegherebbe l'improvvisa nascita contemporanea in tutto il mondo del movimento gay, nel giro di pochi mesi.
La differenza fondamentale tra il movimento omofilo e quello gay fu che il primo chiedeva l'integrazione degli "omofili" nella società così come essa era, mentre il movimento gay chiese il cambiamento della società in modo tale da poter integrare anche coloro che erano giudicati "marginali" (sintomatico il titolo di un film militante di Rosa von Praunheim, del 1970: Non è l'omosessuale ad essere perverso, ma la situazione in cui vive. Non fu differenza da poco, tuttavia proprio per il cambiamento progressivo della società, col passare dei decenni e lo smorzarsi dei toni, le richieste dei due movimenti sono diventate straordinariamente simili (dalla richiesta di abolire le leggi antiomosessuali, fino alla richiesta del matrimonio omosessuale).
La nascita del movimento gay ha portato allo scioglimento di una buona parte dei gruppi del movimento omofilo (soprattutto negli Usa), mentre il resto ha aderito, magari dopo esitazioni, al movimento gay, come è accaduto in varie nazioni europee quali i Paesi Bassi o le nazioni della Scandinavia (che vantano per questa ragione alcune delle più vecchie associazioni gay del mondo). In Scandinavia "homofil" è tuttora un termine colloquiale normalmente usato per indicare la persona omosessuale.
In alcuni casi, come il Regno Unito e gli stessi Usa, vecchie sigle di movimenti "omofili" diffusi un tempo su scala nazionale sopravvivono ancora oggi, ma si tratta ormai di realtà di ambito locale (in genere in un'unica città), spesso convertite a un'azione più di tipo culturale che politico.

### In Italia
L'Italia, anche a causa del fascismo, nonostante gli sforzi pionieristici di Aldo Mieli non conobbe mai un movimento di liberazione omosessuale prima della seconda guerra mondiale. Non solo: dopo la caduta del fascismo il pesante clima culturale creato dalla guerra fredda e dalla polarizzazione (sentita in modo particolare in Italia) fra moralismo cattolico e moralismo comunista non permise la nascita di un movimento omofilo italiano. Il tentativo compiuto verso il 1954 dal conte e teosofo Bernardino del Boca, dopo aver contattato i gruppi svizzeri, olandesi e francesi, fallì per mancanza di adesioni.
Per questo motivo in Italia il movimento di liberazione omosessuale ha inizio (nel 1971) solo con il movimento gay vero e proprio. Questo fenomeno ha avuto per molti anni come conseguenza uno scollamento. Da un lato una élite di militanti gay, su posizioni culturali e politiche omogenee a quelle del movimento gay internazionale, ma di dimensioni straordinariamente esigue. Dall'altro, la massa del mondo omosessuale, nel quale si faceva sentire in modo plateale la mancanza del lavoro di coscientizzazione e acculturazione che in altre nazioni era stato svolto dal movimento omofilo.
Questo scollamento ha iniziato a chiudersi solo a partire dal World Pride 2000 a Roma, ed ha sicuramente avuto conseguenze politiche rilevanti, che si riscontrano, ad esempio, nella difficoltà estrema che si rileva in Italia ogni volta che sia necessario approvare una legge che tuteli una parità di diritti fra cittadini eterosessuali ed omosessuali.
Non solo: nel momento in cui il movimento gay ha cercato di dare prova di realismo, evitando le "fughe in avanti" rispetto alla realtà del mondo omosessuale italiano, le sue posizioni si sono avvicinate in modo straordinario a quelle del movimento omofilo, a parte l'uso della parola "omosessuale" al posto di "omofilo".

## Organizzazioni e pubblicazioni omofile
Danimarca
- Forbundet af 1948 (1948-presente) e la sua rivista Pan-bladet (1954-presente). Oggi, con il nuovo nome di Landsforeningen for bøsser og lesbiske, è una delle più antiche e longeve organizzazioni gay al mondo.

Francia
- Arcadie (mensile culturale, edito dal 1954 to 1982), e organizzazione dello stesso nome. "Arcadie" fu la rivista omofila più letta in Italia prima della nascita del movimento gay in Italia, avvenuta nel 1971. Vi collaborarono anche alcuni italiani, come Maurizio Bellotti, Massimo Consoli e lo scrittore Giovanni Comisso.

Paesi Bassi
- COC Fondata nel 1946 da persone che, prima dell'occupazione nazista, erano state parte del movimento di liberazione che faceva capo a Magnus Hirschfeld. Per molti anni fu una delle più influenti e avanzate associazioni omofile d'Europa, alla nascita del movimento gay vi aderì, sia pure non senza aspri scontri interni e divisioni.

Svezia
- Riksförbundet för sexuellt likaberättigande (RFSL) (1950-presente).

Svizzera
- Le Cercle/Der Kreis, e mensile omonimo. Fondato nel 1934, fu l'unico gruppo del movimento di riforma che faceva capo a Magnus Hirschfeld ad essere sopravvissuto alla Seconda guerra mondiale e al nazifascismo. Da questo gruppo (bilingue: germanofono e francofono) prese le mosse Arcadie.

Regno Unito
- Homosexual Law Reform Society (1958-1970, quando fu ribattezzata "Sexual Law Reform Society"). La HLRS fu creata come risposta al  Wolfenden report, del 1957. La maggior parte dei suoi soci erano eterosessuali.
- Campaign for Homosexual Equality (1964-presente).

Stati Uniti d'America
- Vice Versa: America's Gayest Magazine (1947-1948), il primo periodico lesbico degli Usa, gratuito. "Lisa Ben" (pseudonimo che era l'anagramma di “lesbian”), la segretaria venticinquenna che lo creò, scelse quel titolo "perché in quei tempi il nostro stile di vita era considerato un vizio" (in inglese: "vice").
- La Mattachine Society (1950-1987) e la sua rivista Mattachine review (1955-1966).
- Le Daughters of Bilitis (1955-presente) e la loro rivista The ladder (1956-1972).
- ONE, Inc. (1952-presente) e la loro rivista One magazine (1953-1972).
- La Society for Individual Rights (1964-1976), che pubblicava Vector (1965-1977).
- La Homosexual Law Reform Society (1965 – 1969).